# Campionati del mondo di atletica leggera 2023 - 800 metri piani femminili
La specialità degli 800 metri piani femminili dei campionati del mondo di atletica leggera 2023 si sono svolte dal 23 al 27 agosto 2023 al Centro nazionale di atletica leggera di Budapest, in Ungheria.

## Podio
| Pos.    | Atleta           | Nazionalità   | Tempo   |
| ------- | ---------------- | ------------- | ------- |
| Oro     | Mary Moraa       | Kenya         | 1'56"02 |
| Argento | Keely Hodgkinson | Gran Bretagna | 1'56"34 |
| Bronzo  | Athing Mu        | Stati Uniti   | 1'56"61 |

## Situazione pre-gara

### Record
Prima di questa competizione, il record del mondo (RM) e il record dei campionati (RC) erano i seguenti.
| Record                | Prestazione | Atleta                               | Data                                             | Competizione                                  |
| --------------------- | ----------- | ------------------------------------ | ------------------------------------------------ | --------------------------------------------- |
| Record mondiale       | 1'53"28     | Jarmila Kratochvílová Cecoslovacchia | 26 luglio 1983 Monaco di Baviera, Germania Ovest |                                               |
| Record europeo        | 1'53"28     | Jarmila Kratochvílová Cecoslovacchia | 26 luglio 1983 Monaco di Baviera, Germania Ovest |                                               |
| Record dei campionati | 1'54"68     | Jarmila Kratochvílová Cecoslovacchia | 9 agosto 1983 Helsinki, Finlandia                | Campionati del mondo di atletica leggera 1983 |

### Campionesse in carica
Le campionesse in carica a livello mondiale e olimpico erano:
| Campionessa | Atleta                | Prestazione | Data                                         | Competizione         |
| ----------- | --------------------- | ----------- | -------------------------------------------- | -------------------- |
| Olimpica    | Athing Mu Stati Uniti | 1'55"21     | 3 agosto 2021 Tokyo, Giappone                | Giochi olimpici 2021 |
| Mondiale    | Athing Mu Stati Uniti | 1'56"30     | 24 luglio 2022 Eugene, Stati Uniti d'America | Mondiali 2022        |

### La stagione
Prima di questa gara, le atlete con le migliori tre prestazioni dell'anno erano:
| Pos. | Atleta                         | Prestazione | Data                                 |
| ---- | ------------------------------ | ----------- | ------------------------------------ |
| 1    | Keely Hodgkinson Gran Bretagna | 1'55"77     | 9 giugno 2023 Parigi, Francia        |
| 2    | Mary Moraa Kenya               | 1'56"85     | 16 luglio 2023 Chorzów, Polonia      |
| 3    | Jemma Reekie Gran Bretagna     | 1'57"30     | 23 luglio 2023 Londra, Gran Bretagna |

## Risultati

### Batterie
Le batterie si sono svolte a partire dalle 10:04 del 23 agosto. Si sono qualificate alle semifinali le prime 3 di ogni batteria (Q) e i 3 tempi migliori tra le escluse (q).

#### Batteria 1
| Posizione | Corsia | Atleta                  | Nazionalità      | Tempo   | Note |
| --------- | ------ | ----------------------- | ---------------- | ------- | ---- |
| 1         | 7      | Keely Hodgkinson        | Gran Bretagna    | 1'59"53 | Q    |
| 2         | 8      | Prudence Sekgodiso      | Sudafrica        | 1'59"72 | Q    |
| 3         | 2      | Eveliina Määttänen      | Finlandia        | 2'00"41 | Q    |
| 4         | 3      | Vivian Chebet Kiprotich | Kenya            | 2'01"26 |      |
| 5         | 6      | Elena Bellò             | Italia           | 2'01"38 |      |
| 6         | 9      | Angelika Sarna          | Polonia          | 2'01"78 |      |
| 7         | 5      | Lorea Ibarzabal         | Spagna           | 2'06"33 |      |
| 8         | 4      | Perina Lokure Nakang    | Atleti Rifugiati | 2'15"84 |      |

#### Batteria 2
| Posizione | Corsia | Atleta              | Nazionalità | Tempo   | Note     |
| --------- | ------ | ------------------- | ----------- | ------- | -------- |
| 1         | 6      | Mary Moraa          | Kenya       | 1'59"89 | Q        |
| 2         | 7      | Raevyn Rogers       | Stati Uniti | 2'00"06 | (.052) Q |
| 3         | 8      | Worknesh Mesele     | Etiopia     | 2'00"13 | Q        |
| 4         | 2      | Jazz Shukla         | Canada      | 2'00"30 | q        |
| 5         | 3      | Eloisa Coiro        | Italia      | 2'00"36 | q        |
| 6         | 9      | Gabriela Gajanová   | Slovacchia  | 2'00"39 |          |
| 7         | 5      | Daniela García      | Spagna      | 2'00"92 | (.912)   |
| 8         | 4      | Margarita Koczanowa | Polonia     | 2'03"23 |          |

#### Batteria 3
| Posizione | Corsia | Atleta            | Nazionalità | Tempo   | Note     |
| --------- | ------ | ----------------- | ----------- | ------- | -------- |
| 1         | 6      | Noélie Yarigo     | Benin       | 1'59"96 | Q        |
| 2         | 3      | Christina Hering  | Germania    | 2'00"06 | (.053) Q |
| 3         | 9      | Abbey Caldwell    | Australia   | 2'00"29 | Q        |
| 4         | 7      | Gabija Galvydytė  | Lituania    | 2'00"79 |          |
| 5         | 4      | Léna Kandissounon | Francia     | 2'00"81 |          |
| 6         | 2      | Audrey Werro      | Svizzera    | 2'01"03 |          |
| 7         | 8      | Naomi Korir       | Kenya       | 2'01"41 | (.408)   |
| 8         | 5      | Madeleine Kelly   | Canada      | 2'04"72 |          |

#### Batteria 4
| Posizione | Corsia | Atleta                  | Nazionalità | Tempo   | Note                          |
| --------- | ------ | ----------------------- | ----------- | ------- | ----------------------------- |
| 1         | 4      | Halimah Nakaayi         | Uganda      | 1'59"68 | Q                             |
| 2         | 3      | Adelle Tracey           | Giamaica    | 1'59"82 | Q                             |
| 3         | 7      | Rénelle Lamote          | Francia     | 2'00"22 | Q                             |
| 4         | 8      | Claudia Mihaela Bobocea | Romania     | 2'00"54 | Miglior prestazione personale |
| 5         | 2      | Louise Shanahan         | Irlanda     | 2'00"66 |                               |
| 6         | 5      | Tigist Girma            | Etiopia     | 2'01"47 |                               |
| 7         | 9      | Oratile Nowe            | Botswana    | 2'01"62 | (.617)                        |
| 8         | 6      | Kaela Edwards           | Stati Uniti | 2'02"22 |                               |

#### Batteria 5
| Posizione | Corsia | Atleta         | Nazionalità   | Tempo   | Note     |
| --------- | ------ | -------------- | ------------- | ------- | -------- |
| 1         | 8      | Nia Akins      | Stati Uniti   | 1'59"19 | Q        |
| 2         | 5      | Jemma Reekie   | Gran Bretagna | 1'59"71 | Q        |
| 3         | 3      | Anita Horvat   | Slovenia      | 2'00"06 | (.055) Q |
| 4         | 7      | Bianka Kéri    | Ungheria      | 2'00"20 | q        |
| 5         | 9      | Rachel Pellaud | Svizzera      | 2'01"05 |          |
| 6         | 6      | Olha Lyakhova  | Ucraina       | 2'03"11 |          |
| 7         | 2      | Ellie Sanford  | Australia     | 2'03"55 |          |
| 8         | 4      | Patricia Silva | Portogallo    | 2'05"54 |          |

#### Batteria 6
| Posizione | Corsia | Atleta               | Nazionalità | Tempo   | Note                                     |
| --------- | ------ | -------------------- | ----------- | ------- | ---------------------------------------- |
| 1         | 8      | Habitam Alemu        | Etiopia     | 1'59"36 | Q                                        |
| 2         | 5      | Catriona Bisset      | Australia   | 1'59"46 | Q                                        |
| 3         | 3      | Flavia Maria De Lima | Brasile     | 2'00"92 | (.912) Q                                 |
| 4         | 6      | Hedda Hynne          | Norvegia    | 2'01"00 | Miglior prestazione personale stagionale |
| 5         | 9      | Lorena Martín        | Spagna      | 2'01"25 |                                          |
| 6         | 4      | Rose Mary Almanza    | Cuba        | 2'01"33 |                                          |
| 7         | 2      | Majtie Kolberg       | Germania    | 2'01"41 | (.401)                                   |
| 8         | 7      | Agnès Raharolahy     | Francia     | 2'01"93 |                                          |

#### Batteria 7
| Posizione | Corsia | Atleta              | Nazionalità   | Tempo   | Note                          |
| --------- | ------ | ------------------- | ------------- | ------- | ----------------------------- |
| 1         | 7      | Athing Mu           | Stati Uniti   | 1'59"59 | Q                             |
| 2         | 5      | Natoya Goule-Toppin | Giamaica      | 1'59"64 | Q                             |
| 3         | 2      | Lore Hoffmann       | Svizzera      | 2'00"14 | Q                             |
| 4         | 3      | Annemarie Nissen    | Danimarca     | 2'00"47 |                               |
| 5         | 6      | Assia Raziki        | Marocco       | 2'00"91 | Miglior prestazione personale |
| 6         | 8      | Isabelle Boffey     | Gran Bretagna | 2'01"40 |                               |
| 7         | 9      | Natalіia Krol       | Ucraina       | 2'01"62 | (.611)                        |
| 8         | 4      | Anna Wielgosz       | Polonia       | 2'03"61 |                               |

### Semifinali
Le semifinali si sono disputate dalle 20:25 (ora locale di Budapest) del 25 agosto. Si sono qualificate in finale le prime 2 di ogni batteria (Q) e i 2 tempi migliori (q).

#### Batteria 1
| Posizione | Corsia | Atleta               | Nazionalità   | Tempo   | Note                                     |
| --------- | ------ | -------------------- | ------------- | ------- | ---------------------------------------- |
| 1         | 7      | Keely Hodgkinson     | Gran Bretagna | 1'58"48 | (.476) Q                                 |
| 2         | 4      | Nia Akins            | Stati Uniti   | 1'58"61 | Q                                        |
| 3         | 8      | Noélie Yarigo        | Benin         | 1'59"43 |                                          |
| 4         | 9      | Worknesh Mesele      | Etiopia       | 1'59"54 | [ 6 ]                                    |
| 5         | 3      | Eveliina Määttänen   | Finlandia     | 1'59"81 | Miglior prestazione personale            |
| 6         | 5      | Catriona Bisset      | Australia     | 1'59"94 |                                          |
| 7         | 6      | Anita Horvat         | Slovenia      | 2'00"54 |                                          |
| 8         | 2      | Flavia Maria De Lima | Brasile       | 2'00"77 | Miglior prestazione personale stagionale |

#### Batteria 2
| Posizione | Corsia | Atleta              | Nazionalità   | Tempo   | Note |
| --------- | ------ | ------------------- | ------------- | ------- | ---- |
| 1         | 5      | Jemma Reekie        | Gran Bretagna | 2'00"28 | Q    |
| 2         | 4      | Raevyn Rogers       | Stati Uniti   | 2'00"47 | Q    |
| 3         | 7      | Natoya Goule-Toppin | Giamaica      | 2'00"78 |      |
| 4         | 8      | Habitam Alemu       | Etiopia       | 2'01"02 |      |
| 5         | 3      | Lore Hoffmann       | Svizzera      | 2'01"05 |      |
| 6         | 6      | Rénelle Lamote      | Francia       | 2'01"25 |      |
| 7         | 2      | Christina Hering    | Germania      | 2'01"66 |      |
| 8         | 9      | Bianka Kéri         | Ungheria      | 2'01"68 |      |

#### Batteria 3
| Posizione | Corsia | Atleta             | Nazionalità | Tempo   | Note                          |
| --------- | ------ | ------------------ | ----------- | ------- | ----------------------------- |
| 1         | 7      | Mary Moraa         | Giamaica    | 1'58"48 | (.472) Q                      |
| 2         | 5      | Athing Mu          | Stati Uniti | 1'58"78 | Q                             |
| 3         | 6      | Halimah Nakaayi    | Uganda      | 1'58"89 | q                             |
| 4         | 9      | Adelle Tracey      | Giamaica    | 1'58"99 | q                             |
| 5         | 8      | Abbey Caldwell     | Australia   | 1'59"05 |                               |
| 6         | 2      | Eloisa Coiro       | Italia      | 1'59"61 | Miglior prestazione personale |
| 7         | 3      | Jazz Shukla        | Canada      | 2'00"23 | Miglior prestazione personale |
| 8         | 4      | Prudence Sekgodiso | Sudafrica   | 2'11"68 |                               |

### Finale
La finale è stata disputata alle 20:46 (ora locale di Budapest) del 27 agosto.
| Posizione | Corsia | Atleta           | Nazionalità   | Tempo   | Note                                     |
| --------- | ------ | ---------------- | ------------- | ------- | ---------------------------------------- |
| Oro       | 7      | Mary Moraa       | Giamaica      | 1'56"03 | Miglior prestazione personale            |
| Argento   | 6      | Keely Hodgkinson | Gran Bretagna | 1'56"34 |                                          |
| Bronzo    | 4      | Athing Mu        | Stati Uniti   | 1'56"61 | Miglior prestazione personale stagionale |
| 4         | 3      | Raevyn Rogers    | Stati Uniti   | 1'57"45 | Miglior prestazione personale stagionale |
| 5         | 5      | Jemma Reekie     | Gran Bretagna | 1'57"72 |                                          |
| 6         | 9      | Nia Akins        | Stati Uniti   | 1'57"73 | Miglior prestazione personale            |
| 7         | 2      | Adelle Tracey    | Giamaica      | 1'58"41 | Miglior prestazione personale            |
| 8         | 8      | Halimah Nakaayi  | Uganda        | 1'59"18 |                                          |